# Девятибратово
Девятибратово (укр. Дев'ятибратове), село, 
Ульяновский сельский совет,
Богодуховский район,
Харьковская область.
Код КОАТУУ — 6320888305. Население по переписи 2001 г. составляет 39 (15/24 м/ж) человек.

## Географическое положение
Село Девятибратово находится в 0,5 км южнее села Ульяновка
между реками Березовка (~4 км) и Рябинка (~4 км).
На расстоянии в 1 км расположена жалезнодорожная станция Купьеваха.

## История
- 1800 - дата основания.